# Скипетры России
На протяжении существования Русского царства и Российской империи в качестве регалий использовались различные скипетры, как правило, в комплекте с одновременно созданными в том же стиле державами (см. Державы России).

## История
Великими князьями, судя по изображениям, документам и описаниям иностранцев, использовались в их качестве посохи (два из которых сохранились в Оружейной палате). Скипетры появляются позже. В 1547 году при венчании на царство Иоанна Грозного, как показывает чин венчания, его ещё не было, но к 1550-м годам, возможно, в казне некий скипетр уже имелся, судя по текстам. Впервые скипетр в качестве русской регалии зафиксирован английскими послами в 1553 году. При венчании на царство скипетр зафиксирован в 1584 году, у Феодора Иоанновича, однако облик его неизвестен. Древнейший дошедший до нас относится, вероятно, к эпохе Михаила Феодоровича. Всего от царской эпохи сохранилось три скипетра.

### Список скипетров
| Илл. | Название                                                                                            | Создание                                                                                             | Музей                                      | Примечание |
| ---- | --------------------------------------------------------------------------------------------------- | --- | ------------------------------------------ | --- |
|      | Скипетр Фёдора Иоанновича                                                                           | | не сохранился                              | Во время венчания, к регалиям, вручавшимся царю, был добавлен скипетр. Регалии этого государя не сохранились до наших дней. В правой руке был царский жезл из кости единорога в три с половиной фута длиной, украшенный богатыми камнями, купленный еще Иоанном IV у аугсбургских купцов в 1581 г., что стоило ему 7000 марок стерлингов. |
|      | Скипетр Большого наряда (Мономахов скипетр)                                                         | Конец XVI — начало XVII века. Священная Римская империя, пражские мастерские императора Рудольфа II. | Оружейная палата (инв. Р-18).              | Скипетр вместе с парной державой входит в «Большой наряд». Предположительно принадлежал Борису Годунову, вероятно принадлежал Михаилу Федоровичу |
|      | Скипетр греческой работы, или Второго наряда (Скипетр царя Алексея Михайловича)                     | 1638 или 1658 год (третья цифра неразборчива), Константинополь. Автор — «Мастер-монограммист GM».    | Оружейная палата (инв. Р-19)               | Скипетр и парная к нему держава были изготовлены в Царьграде (Стамбуле) греческими мастерами. В Москву царю Алексею Михайловичу привезены Иваном Анастасовым в 1658 году. |
|      | Скипетр Петра I                                                                                     | около 1682 года, Мастерские Московского Кремля (?), Россия, Москва                                   | Оружейная палата (инв. Р-20)               | Длина 71,0 см; диаметр 2,4 см. По сути представляет собой изменённую копию скипетра Большого наряда, был сделан к венчанию на царство Петра, как парный к используемому для Ивана V. |
|      | Скипетр Анны Иоанновны                                                                              | Конец XVI — начало XVII века. Священная Римская империя, пражские мастерские императора Рудольфа II. | Оружейная палата (инв. Р-18)               | При коронации императрицы Анны Иоанновны был использован скипетр из Большого наряда царя Михаила Федоровича Романова. Скипетр вместе с парной державой входит в «Большой наряд». Предположительно принадлежал Борису Годунову, вероятно принадлежал Михаилу Федоровичу.                                                                   |
|      | Скипетр Елизаветы Петровны                                                                          | Конец XVI — начало XVII века. Священная Римская империя, пражские мастерские императора Рудольфа II. | Оружейная палата (инв. Р-18)               | При коронации императрицы Елизаветы Петровны был использован скипетр из Большого наряда царя Михаила Федоровича Романова. Скипетр вместе с парной державой входит в «Большой наряд». Предположительно принадлежал Борису Годунову, вероятно принадлежал Михаилу Федоровичу                                                                |
|      | Императорский скипетр                                                                               | 1762 год, Россия. Автор — Леопольд Пфистерер                                                         | Алмазный фонд                              | Скипетр был изготовлен в 1762 году для коронации императрицы Екатерины II, в 1774-м — дополнен бриллиантом «Орлов». |
|      | Грузинский скипетр                                                                                  | | Оружейная палата                           | Золотой, с двуглавым орлом, вензелем императора Павла I. |
|      | Аквамариновый скипетр польского короля Станислава Августа (Berło Stanisława Augusta Poniatowskiego) | 2-я пол. XVIII века                                                                                  | Малая часовня королевского замка в Варшаве | До 1798 года принадлежал королю Станиславу Понятовскому. Находился в Оружейной палате, при советской власти выдан в Польшу, в 1921 году, по Рижскому договору. |

### Список царских жезлов и посохов
| Илл. | Название                                                         | Создание | Музей | Примечание |
| ---- | ---------------------------------------------------------------- | -------- | ----- | --- |
|      | Жезл греческой работы Древний царский жезл, или посох чеканный   |          |       | По каталогу 1873 года, был отправлен в Кострому при избрании Михаила Федоровича на царство. Относился к Большому наряду. Употреблен при венчании на царство Алексея Михайловича. Привезен царю Алексею Михайловичу гречанином царьгородцем Иваном Юрьевым в 1662. |
|      | «Жезл кость рыбий зуб» царя Михаила Федоровича                   |          |       | В описи 1702 года оценен в 116 рублей, 6 алтын, 4 деньги. В описи большому наряду государя царя Михаила Федоровича значится: «Жезл кость рыбей зуб, в нём врезывано золото травами; наверху жезла три орла крылами вместе; по верху орлов корона с финифты и с алмазы и с яхонтики червчатыми; поверх корон камень яхонт лазорев, на нем зерно гурмицкое; под орлами круг золот с финифтом большим, под кругом в гнездех два яхонта червчаты да два изумруда, у жезла подкос золот с финифтью и с чернью по выше подкова в гнездех четыре алмаза». |
|      | Царский жезл царя Алексея Михайловича                            |          |       | По каталогу 1873 года — «цареградской работы». Принадлежал Алексею Михайловичу. Привезен ему гречанином Иваном Юрьевым 1662 году. |
|      | Три посоха Индийских волнистых, украшенных драгоценными камнями. |          |       | По описи 1642 года один из них царь Михаил Федорович пожаловал царевичу Алексею Михайловичу. Этот посох с двумя лазоревыми яхонтами на рогах, украшенных мелкими камнями и финифтью, В описной книге 150 г. (1642) означен следующим образом: «Посох дерево индейское резное, рога по концам оправлены золотом с финифты, по концам два каменья лазоревы гранены, около их в гнездех мелкие каменья яхонты червчаты и изумрудцы; осон серебрян позолочен. Принят по книге у подъячево Дмитрея Михайлова во р`н году (1642). И р`н года августа и`i(18). Сим посохом Государь пожаловал сына своего Государя Царевича Князя Алексея Михайловича. Приказал записать боярин Борис Иванович Морозов». |

### Трости
| Илл. | Название                           | Создание | Музей | Примечание |
| ---- | ---------------------------------- | -------- | ----- | --- |
|      | Трость единороговая                |          |       | В описи 1686 года эта трость записана в числе жезлов. Так называемый единороговый рог, составляющий трость в 1 1/2 аршина высоты, оправлен серебряным набалдашником с цепочкой; кругом кости два обода золотые с орлами. Понизу, в двух местах, оправа и наконечник серебряные. Из описи 1702 г. следует: «Трость костяная белая; наверху на конце оправлено серебром золоченым; у него ж цепочка и кругом кости два обода золотые с орлами, на них в четырёх местах, с наконечником, оправа серебряная. Цена всему пятнадцать рублев». В описи 1686 г. эта трость числится среди жезлов; на цепочке золотой орел был украшен драгоценными каменьями: «Костяной единороговой; сверху и снизу он оправлен серебром; у него на цепочке орел золот двоеглавой, в нём в средине яхонт гранен лазорев, да два изумруда; в крыльях и в хвосте тридцать семь яхонтов червчатых, да четыре искры алмазных». В этой же описи 1686 г. упоминается о следующей единороговой трости: «Костяная единороговая, сверху оправлена серебром, на оправе подпись латынские слова. А по справке с Государственным посольским приказом, та кость рог единорогов, ласка называема; на оправе подписано Греческим письмом: „В Лавинском Тиревини бысть инорогов гроб (в пустоши глаголемой Канеи аз обретен)“, на той же ласке подписано Галанским письмом: „Аз иже у Африканов родися в пустынех, и воспитан на Канейских горах, ныне по достоинству своему паче злата почитаются, понеж всяк про меня сказывает, что отгоняю отраву и сотворю её погибнути; аз же единорогу на главе красота есмь и лютое оружие, рог и надежда; чего ради Государь мой рассудих мене достойнаго в злато поставити“». |
|      | Тросточка царя Алексея Михайловича |          |       | С клюкою из красного сердолика и драгоценными камнями. В описи Оружейной палаты означено: «Трость Царя Алексея Михайловича покрыта лаковою краскою и золотом; на верху оной обделанный клюкою красный сердолик с гранеными рожками и золотым обручиком, покрытым зеленою финифтью. На сердолике три золотые запоны, в которых три изумруда, два из них боковые, четвероугольные с фацетами, а третий неграненый. Внизу запоны наведено белою финифтью; под обручиком красный круглый королек с серебряною оправою; ниже королька круглая яшмовая с золотою насечкою варворка, между коей в золотых гнездах посажено три лаловые искры; ниже варворки в золотом граненом обручике находится в два ряда двенадцать лаловых искр, и одно место порожнее; сверх того изумрудных в один ряд, шесть; под обручиком оправа в виде трубочки, резная золотая. Наконечник на трости серебряный вызолоченный, осыпанный двадцатью и одним небольшими лалами, без грани; сверх того три места порожних». |